# Piknometria
Piknometria – jedna z metod densymetrycznych, służąca do określenia gęstości cieczy (z dokładnością do 0,00001 g/cm³), na podstawie porównania masy objętości badanej cieczy z masą takiej samej objętości wody o takiej samej temperaturze.
Pomiary w tej metodzie dokonuje się w piknometrach z wykorzystaniem wagi analitycznej.
Ta sama metoda pozwala na określenie gęstości i objętości ciał stałych (dostępna dla cieczy objętość to objętość piknometru minus objętość ciała stałego). W przypadku porowatych ciał stałych użycie cieczy o różnych rozmiarach cząsteczek (np. woda, metanol, etanol itd.) pozwala na określenie liczby porów o bardzo małych rozmiarach, do których nie mogą wejść cząsteczki cieczy.

## Opis metody
1. Ważymy piknometr napełniony cieczą (M0). Każdorazowo zamykamy piknometr korkiem.
2. Ważymy ciało stałe (m1) (około 1/2 objętości piknometru) i wsypujemy je do piknometru z cieczą.
3. Z piknometru wylewa się ciecz, której objętość jest równa objętości ciała zanurzonego.
4. Ważymy piknometr z cieczą i ciałem stałym M1

d=m1·dc / (M0 + m1 - M1)
d - mierzona gęstość
dc - gęstość cieczy wykorzystanej podczas pomiaru